# Idioma protomixteco
El idioma protomixteco es la protolengua de la que derivan las lenguas mixtecas que se hablan en la actualidad en La Mixteca, una región que se encuentra ubicada en el territorio de los estados de Puebla, Guerrero y Oaxaca (México). La reconstrucción del protomixteco ha significado un adelanto muy importante en el conocimiento de la familia lingüística otomangueana, debido a la amplia diversificación de estas lenguas y su antigüedad, que se presume se remonta a los orígenes de la civilización mesoamericana. 
El protomixteco es una lengua que deriva del protomixtecano. A su vez, éste surgió a partir de las transformaciones del protootomangue en la región mixteca. El protomixteco comenzó a diferenciarse de las otras protolenguas mixtecanas como el prototriqui y el protocuicateco. Estas tres protolenguas han dado lugar a sendas agrupaciones lingüísticas que constituyen la rama mixtecana de la familia otomangue, a saber: las lenguas mixtecas, triquis y cuicatecas.

## Historia
El protomixteco es un estadio de la evolución lingüística del protomixtecano, protolengua que dio origen a las lenguas mixtecas, triquis y cuicatecas. Se calcula que alrededor del año 500 de la era cristiana comenzó la divergencia de las múltiples variedades lingüísticas actuales del mixteco. Antes de esa fecha, es probable que ya hubieran comenzado a observarse cambios en algunas regiones, pero esencialmente se hablaba una sola lengua en La Mixteca. 

## Fonología

### Fonemas
Al menos ha habido dos grandes vertientes de trabajos que han abordado la reconstrucción del protomixteco, con la intención de comprender mejor la historia lingüística de la familia otomangue. El primero de estos trabajos fue el de Mak y Longacre. En su obra, publicada en 1960, se da cuenta de los cambios que, desde el punto de vista de los autores, dieron lugar al paso del protomixtecano al protomixteco. Las Los principales cambios ocurridos entre ambas protolenguas son los siguientes: 
1. Los protofonemas *ng, *k y *x del protomixtecano se fusionaron y dieron lugar a los sonidos *k y *h en protomixteco.
2. Los protofonemas *ngw, *k y *w se fusionaron, dando lugar a los fonemas protomixtecos *k y *v.
3. El repertorio de cuatro consonantes oclusivas prenasalizadas del protomixtecano se simplificó en *nd, la única prenasalizada del protomixteco.

De lo anterior, el repertorio fonológico del protomixteco sería el siguiente de acuerdo con Mak y Longacre: oclusivas *t, *k, *kw, *ʔ; fricativas *v, *θ, *j, *h; nasales *m, *n, *ɲ; prenasalizada *nd; lateral *l; y vocales *a, *i, *ɨ, *o, *u y probablemente *e. Esto da lugar a un sistema de 13 consonantes y seis vocales.
Veintidós años más tarde, Bradley y Josserand retomaron los avances de Mak y Longacre en las reconstrucción del protomixteco. Encontraron algunas inconsistencias en las conclusiones estos dos últimos autores, mismas que les llevaron a proponer una nueva reconstrucción del protomixteco. Las razones de estas correcciones son las siguientes:
1. La oclusiva glotal *ʔ no es un fonema independiente, sino constituye parte del núcleo vocálico, que se representa como *Vˀ. Esto en razón de que se documentó la presencia del saltillo al final de las palabras en las hablas mixtecas de Guerrero
2. La africada *θ de la reconstrucción de Mak y Longacre no es congruente con la presencia de **s en todas las lenguas derivadas del protootomangue, de modo que es sustituida por *s, y se considera que los desarrollos de θ y d son derivados.
3. Se sustituye la fricativa sonora *v por la aproximante *w, debido a que no había otras fricativas sonoras en la reconstrucción de la protolengua.
4. Se sustituye el sonido *h de la reconstrucción de 1960 por *x, por la supresión del saltillo como fonema independiente, lo que elimina el punto de articulación glotal en el protomixteco.
5. No se incluyen *m y *ɲ en la reconstrucción del protomixteco, tal como habían hecho Mak y Longacre, debido a que se consideran derivadas de la evolución de los protofonemas *w y *j respectivamente.
6. Se considera que hay evidencia para considerar que algunas realizaciones de *u y *a en la reconstrucción del protomixteco hecha por Mak y Longacre se deben analizar como *o y *e.

El protomixteco tuvo diez consonantes y seis vocales. La documentación de la oclusiva glotal sorda o «saltillo» al final de ciertas palabras en algunas variedades modernas del mixteco, llevaron a estos investigadores a considerar que este sonido formaba parte del núcleo vocálico de las palabras mixtecas. Además, encuentran que en los estadios anteriores al proceso evolutivo que dio lugar a la gran divergencia que hay entre las numerosas variedades del mixteco, ya existía el repertorio de vocales nasalizadas y un sistema de tres tonos. En los siguientes cuadros se muestra el repertorio fonológico del protomixteco, según la reconstrucción de Bradley y Josserand.
| Consonantes en el protomixteco | Consonantes en el protomixteco | Consonantes en el protomixteco | Consonantes en el protomixteco | Consonantes en el protomixteco | Consonantes en el protomixteco | Consonantes en el protomixteco | Consonantes en el protomixteco | Consonantes en el protomixteco | Consonantes en el protomixteco | Consonantes en el protomixteco | Consonantes en el protomixteco | Consonantes en el protomixteco |
|                                | Bilabial                       | Bilabial                       | Alveolar                       | Alveolar                       | Palatal                        | Palatal                        | Velar                          | Velar                          | Labio- Velar                   | Labio- Velar                   | Glotal                         | Glotal                         |
| ------------------------------ | ------------------------------ | ------------------------------ | ------------------------------ | ------------------------------ | ------------------------------ | ------------------------------ | ------------------------------ | ------------------------------ | ------------------------------ | ------------------------------ | ------------------------------ | ------------------------------ |
| Nasal                          |                                |                                | *n                             | *nd                            |                                |                                |                                |                                |                                |                                |                                |                                |
| Oclusiva                       |                                |                                | *t                             | *t                             |                                |                                | *k                             | *k                             | *kʷ                            | *kʷ                            |                                |                                |
| Fricativa                      |                                |                                | *s                             | *s                             |                                |                                | *x                             | *x                             |                                |                                |                                |                                |
| Aproximante                    |                                |                                | *l                             | *l                             | *j                             | *j                             |                                |                                | *w                             | *w                             |                                |                                |

| Vocales en el protomixteco | Vocales en el protomixteco | Vocales en el protomixteco | Vocales en el protomixteco | Vocales en el protomixteco | Vocales en el protomixteco | Vocales en el protomixteco | Vocales en el protomixteco | Vocales en el protomixteco | Vocales en el protomixteco | Vocales en el protomixteco | Vocales en el protomixteco | Vocales en el protomixteco |
|                            | Anteriores                 | Anteriores                 | Anteriores                 | Anteriores                 | Centrales                  | Centrales                  | Centrales                  | Centrales                  | Posteriores                | Posteriores                | Posteriores                | Posteriores                |
| oral                       | nasal                      | glotal                     | glotal nasal               | oral                       | nasal                      | glotal                     | glotal nasal               | oral                       | nasal                      | glotal                     | glotal nasal               |                            |
| -------------------------- | -------------------------- | -------------------------- | -------------------------- | -------------------------- | -------------------------- | -------------------------- | -------------------------- | -------------------------- | -------------------------- | -------------------------- | -------------------------- | -------------------------- |
| Cerradas                   | i                          | ĩ                          | iˀ                         | ĩˀ                         | ɨ                          | ɨ̃                          | ɨˀ                         | ɨ̃ˀ                         | u                          | ũ                          | uˀ                         | ũˀ                         |
| Medias                     | e                          | ẽ                          | eˀ                         | ẽˀ                         |                            |                            |                            |                            | o                          | õ                          | oˀ                         | õˀ                         |
| Abiertas                   |                            |                            |                            |                            | a                          | ã                          | aˀ                         | ãˀ                         |                            |                            |                            |                            |

### Estructura de las sílabas
La forma de las sílabas en el protomixteco sigue muy de cerca la estructura común de las sílabas en las lenguas mixtecas modernas. En el protomixteco no debieron existir sílabas cerradas, esto es, sílabas que terminaran en alguna consonante. Las sílabas en protomixteco estaban compuestas por un elemento inicial optativo (una o varias consonantes) y un núcleo vocálico, constituyendo una estructura (C)V. Las restricciones única que existieron en la combinación de sonidos eran las siguientes: 
1. /*j/ no podía ir ante /*i/ y /*e/.
2. /*k/ y /*kw/ no podían ir ante /*o/ y /*u/.
3. /*x/ sólo podía ir ante /*i/ y /*e/.

Los morfemas propios del protomixteco tenían una forma bisilábica. Esto dio lugar a morfemas con estructuras V, CVV y CVCV. Esta estructura se mantiene en gran medida en las lenguas que derivaron del protomixteco. A lo largo de su desarrollo, algunos morfemas perdieron alguna de las sílabas, sea la inicial o la final, asimiladas por la rítmica de la enunciación. Debido a esto, algunas vocales adquirieron también la nasalización. Las vocales contiguas a /*n/ y las que antecedían a /*nd/ adquirieron nasalización, y este proceso afectó incluso a las vocales en las palabras de tipo CVV, VCV.

### Nasalización
Uno de los caracteres más notables de las lenguas mixtecas es la nasalización. Por esta razón, este rasgo ha sido también problematizado en la reconstrucción del protomixteco. De acuerdo con Mak y Longacre, la nasalización de las vocales en mixteco es resultado de la asimilación de los fonemas nasales *m, *n, *ɲ a las vocales que los precedieron en los vocablos del protomixteco. Por su parte, Bradley y Josserand propusieron que las vocales nasales son constitutivas del protomixteco y que su asimilación a las aproximantes dieron lugar a dos de las nasales que reconstruyeron Mak y Longacre: *m y *ɲ. Esta diferencia se refleja en reconstrucciones diferentes de algunas palabras en protomixteco en los dos trabajos.
| Mak y Longacre | Bradley y Josserand | GLOSA      |
| -------------- | ------------------- | ---------- |
| *tɨɲĩ          | *tɨjĩ               | RATÓN/RATA |
| *kwaɲũ         | *kwejũˀ             | ARDILLA    |
| *ɲũˀmã         | *juˀwẽ              | HUMO       |

Nuevos enfoques consideran que la nasalización en las palabras de las lenguas mixtecas puede ser considerado como un rasgo autosegmental en el nivel del morfema, lo que daría lugar a una modificación del análisis fonológico sobre estas lenguas. A decir de Marlett, lo único que sería necesario indicar al analizar un morfema es si posee una característica [+ nasal]. Por esta razón, autores como el propio Marlett o McKendry encuentran que la reconstrucción del protomixteco realizada por Josserand se aproximan a la lógica de este descubrimiento. Marlett sugiere dos correcciones al trabajo de Josserand: primero, la supresión del protofonema *nd; segundo, incorporar la transcripción del carácter autosegmental nasal en la reconstrucción de los morfemas que cuentan con reflejos de *n antes de vocal, como en el caso de *jeni 'hermano de hombre', que se transcribiría *jeniN.
Por su parte, McKendry señala que, efectivamente, la nasalización puede ser considerada como un rasgo autosegmental del morfema en lenguas mixtecas. Por esta razón, considera que las vocales nasales son en realidad alófonos de las vocales orales. Por esta razón, sugiere que debería eliminarse el sonido *n de la reconstrucción fonológica del mixteco realizada por Josserand, y los sonidos *m, *n y *ɲ de la reconstrucción de Mak y Longacre y, como consecuencia, habría que indicar el rasgo [+nasal] con N. De aceptarse los cambios sugeridos por Marlett o McKendry conducirían a replantearse también la reconstrucción del protomixtecano y probablemente del protootomangue.

### Glotalización
La reconstrucción de la consonante oclusiva glotal *ʔ en el protomixteco ha sido cuestionada por algunos autores, debido también al descubrimiento de la glotalización al final de la sílaba en muchas variedades del mixteco, como el tacuate y el habla de Xayacatlán. Como se verá después en detalle, en las lenguas mixtecas los morfemas son bisílabos, pero no admiten sílabas cerradas, es decir, sílabas con una consonante al final. Macaulay y Salmons refieren que en la descripción del mixteco de San Jerónimo Progreso (municipio de Silacayoápam, Oaxaca; donde a decir del Inali se habla el mixteco del oeste alto) realizada por North y Shields, se añaden a los patrones tradicionales de las lenguas mixtecas se añaden los siguientes: 
| 1) Sílabas del mixteco de Silacayóapam |        |            |
| 1a) VʔCV                               | ihñí   | 'CALIENTE' |
| 1b) CyVCV                              | vyahá  | 'HÚMEDO'   |
| 1b) CyVʔCV                             | kyàhva | 'HERMANO'  |

Un análisis como este en las lenguas mixtecas modernas conduciría a una regla que introduce excepciones en la fonotáctica generalizada en estos idiomas:
2) Canon silábico del mixteco de Silacayoápam
(C)V(C)
Condiciones:
2a) Sólo el fonema /ʔ/ puede cerrar la sílaba, y
2b) Las sílabas cerradas sólo pueden ocurrir al inicio de la copla.
Esta regla podría ser válida para todas aquellas hablas mixtecas donde existe glotalización al final de alguna sílaba. La presencia de este rasgo fue lo que condujo a Josserand a considerar que en el protomixteco, la glotalización sería un rasgo de las vocales y no un fonema independiente, como habían propuesto Longacre y Mak. Por otra parte, Macaulay y Salmons también señalan que la glotalización no podría ser un rasgo de la sílaba, como propone Marlett. Tras un análisis de algunos trabajos sobre las lenguas mixtecas y el protomixteco, proponen lo siguiente:
We suggest then that the specification [+constricted glottis] can only occur in an environment of [-spread glottis] in Mixtec. [...] An examination of the Proto-Mixtec forms reconstructed in Josserand (1983) confirms that this is a longstanding tendency in the language. Aside from the many cases of word-final glottalization, she posits twenty instances of glottalization before glides (/w/ and /y/), nineteen in intervocalic position, and three each before nasals (always /n/) and prenasalized stops (always /nd/). This indicates a preference for high sonority environments for glottalization in the proto-language [...]
Nosotros sugerimos que la especificación [+ constricción glotal] sólo puede ocurrir en un entorno de [-extensión glotal] [...] Un examen de las formas del protomixteco reconstruidas en Josserand (1983) confirma que esta es una tendencia muy antigua en la lengua [las lenguas mixtecas]. Además de varios casos de glotalización al final de la palabra, presenta veinte instancias de glotalización antes de las aproximantes (/w/ e /y/), diecinueve en posición intervocálica, y tres más antes de las nasales (siempre /n/) y oclusivas prenasalizadas (siempre /nd/). Esto indica una preferencia por entornos de alta sonoridad para la gotalización en la protolengua [Traducción libre].

### Tono
Las lenguas mixtecas comparten con otras lenguas otomangueanas su carácter de lenguas tonales, en donde la distinción de la altura musical con que se articulan las palabras juega una distinción fonológica y semántica. Para ilustrar mejor esto, véase el cuadro de abajo con ejemplos tomados del mixteco de Xayacatlán: 
| Palabra | AFI | GLOSA                |
| ------- | --- | -------------------- |
| ndoo    |     | LIMPIAR, LAVAR       |
| ndoó    |     | ESTAR                |
| ndòo    |     | PERMANECER, QUEDARSE |
| ndòò    |     | CAÑA DE AZÚCAR       |

Todas las lenguas mixtecas poseen como rasgo característico un sistema de distinción tonal que juega un papel fonológico, sin embargo, estos sistemas son muy variables y la razón de esta variabilidad es uno de los grandes retos para los interesados en el devenir de esta agrupación lingüística. Para aquellos que han emprendido la reconstrucción del protomixteco, la cuestión no ha pasado inadvertida. Longacre propuso tres coplas tonales básicas para el protomixteco, tomando en cuenta los sistemas tonales de las variedades de San Miguel el Grande y San Esteban Atlatlahuca: *medio-medio, *medio-bajo y *bajo-medio, proponiendo que también era posible que haya existido la combinación *bajo-bajo.
Por su parte, Durr propone que con una revisión más amplia de variedades actuales del mixteco, se puede reconstruir un sistema tonal más simétrico en comparación con Longacre, con dos tonemas: *alto y *bajo, y ciertas combinaciones: *alto-alto, *alto-bajo, *bajo-bajo y *bajo-alto. Para Durr, la glotalización al final de las coplas en el protomixteco tuvo un papel muy importante en la amplia divergencia y aparente arbitrariedad de los sistemas tonales de las lenguas mixtecas contemporáneas. Por esta razón, considera que también se debe incluir en el sistema tonal las combinaciones *alto-bajoˀ y *bajo-altoˀ. A través de diversos procesos fonológicos que no pueden explicarse del todo aún, según este autor, se fueron desarrollando sistemas tonales muy complejos. Algunas variedades lingüísticas mixtecas tendieron a simplificar el sistema original, pero otras lo hicieron más complejo.
En opinión de Durr, la gran variación de transformaciones de los sistemas tonales en las lenguas mixtecas no fue arbitraria, como podría parecer de primera mano. Las transformaciones de los tonos originales del protomixteco estuvieron asociados con la evolución de la glotalización vocálica al final de los morfemas. Esta transformación llevó a la pérdida de la glotalización de las vocales, causando movimientos en los tonos siguiendo un conjunto de reglas complejas. Sin embargo, Durr también señaló que sería necesario volver a revisar la evolución de los sistemas tonales de las protolenguas otomangueanas, una vez que se haya llegado a tener una mejor comprensión de las consonantes glotales en el protootomangue, el protomixtecano y el protomixteco.

## Evolución fonológica del protomixteco
Los fonemas del protomixteco se diversificaron ampliamente en las variedades modernas del mixteco. Las lenguas mixtecas actuales son más de sesenta. En el cuadro de abajo, se reproduce la comparación que realizaron Bradley y Josserand sobre veinte variedades que consideraron para su reconstrucción del protomixteco. 
| Reflejos fonológicos del protomixteco en las lenguas mixtecas actuales | Reflejos fonológicos del protomixteco en las lenguas mixtecas actuales | Reflejos fonológicos del protomixteco en las lenguas mixtecas actuales | Reflejos fonológicos del protomixteco en las lenguas mixtecas actuales | Reflejos fonológicos del protomixteco en las lenguas mixtecas actuales | Reflejos fonológicos del protomixteco en las lenguas mixtecas actuales | Reflejos fonológicos del protomixteco en las lenguas mixtecas actuales | Reflejos fonológicos del protomixteco en las lenguas mixtecas actuales | Reflejos fonológicos del protomixteco en las lenguas mixtecas actuales | Reflejos fonológicos del protomixteco en las lenguas mixtecas actuales | Reflejos fonológicos del protomixteco en las lenguas mixtecas actuales | Reflejos fonológicos del protomixteco en las lenguas mixtecas actuales | Reflejos fonológicos del protomixteco en las lenguas mixtecas actuales | Reflejos fonológicos del protomixteco en las lenguas mixtecas actuales | Reflejos fonológicos del protomixteco en las lenguas mixtecas actuales | Reflejos fonológicos del protomixteco en las lenguas mixtecas actuales | Reflejos fonológicos del protomixteco en las lenguas mixtecas actuales |
| Habla                                                                  | *kw                                                                    | *k                                                                     | *nd                                                                    | *t                                                                     | *s                                                                     | *x                                                                     | *n                                                                     | *l                                                                     | *j                                                                     | *w                                                                     | *i                                                                     | *ɨ                                                                     | *u                                                                     | *e                                                                     | *o                                                                     | *a                                                                     |
| ---------------------------------------------------------------------- | ---------------------------------------------------------------------- | ---------------------------------------------------------------------- | ---------------------------------------------------------------------- | ---------------------------------------------------------------------- | ---------------------------------------------------------------------- | ---------------------------------------------------------------------- | ---------------------------------------------------------------------- | ---------------------------------------------------------------------- | ---------------------------------------------------------------------- | ---------------------------------------------------------------------- | ---------------------------------------------------------------------- | ---------------------------------------------------------------------- | ---------------------------------------------------------------------- | ---------------------------------------------------------------------- | ---------------------------------------------------------------------- | ---------------------------------------------------------------------- |
| Silacayoápam                                                           | kw                                                                     | k                                                                      | nd                                                                     | t t͡ʃ                                                                   | θ                                                                      | s ʃ                                                                    | n                                                                      | l                                                                      | j ʒ ɲ Ø                                                                | β m                                                                    | i y Ø                                                                  | i                                                                      | u i e y o                                                              | e                                                                      | o u                                                                    | a                                                                      |
| Xayacatlán                                                             | kw                                                                     | k                                                                      | nd ns                                                                  | t t͡ʃ t͡n s                                                              | ð                                                                      | s ʃ                                                                    | n                                                                      | l                                                                      | j ʒ ɲ Ø                                                                | β u Ø m                                                                | i                                                                      | i                                                                      | u i                                                                    | a e                                                                    | u o                                                                    | a                                                                      |
| Teposcolula                                                            | kw                                                                     | k                                                                      | nd                                                                     | t t͡ʃ t͡n                                                                | ð                                                                      | s                                                                      | n                                                                      | l                                                                      | j ɲ                                                                    | w m                                                                    | i                                                                      | e i                                                                    | u o                                                                    | a                                                                      | o e u                                                                  | a                                                                      |
| Cuilápam de Guerrero                                                   | kw                                                                     | k x                                                                    | nd nʒ                                                                  | t t͡ʃ ç nː                                                              | ð                                                                      | s ʃ                                                                    | n                                                                      | l                                                                      | ʒ Ø ɲ                                                                  | β m                                                                    | i                                                                      | i Ø ɨ                                                                  | u o                                                                    | a                                                                      | o u ɨ                                                                  | a                                                                      |
| Peñoles                                                                | kw                                                                     | k                                                                      | nd nʒ                                                                  | t t͡ʃ t͡n                                                                | ð ɫ                                                                    | s ʃ                                                                    | n                                                                      | l                                                                      | ʒ Ø ɲ                                                                  | u Ø m                                                                  | i Ø                                                                    | ɨ Ø                                                                    | u                                                                      | a e                                                                    | u o                                                                    | a                                                                      |
| Soyaltepec                                                             | kw                                                                     | k                                                                      | nd nz                                                                  | t t͡ʃ ç t͡n                                                              | ð                                                                      | s ʃ                                                                    | n                                                                      | l                                                                      | j ʒ ʃ ɲ                                                                | w u m                                                                  | i Ø                                                                    | i e                                                                    | u o                                                                    | a                                                                      | u o                                                                    | a                                                                      |
| Apoala                                                                 | kw                                                                     | k                                                                      | nd nz                                                                  | t t͡ʃ ç                                                                 | ð ʃ Ø                                                                  | s ʃ                                                                    | n                                                                      | l                                                                      | j ʒ ʃ ɲ                                                                | β w u m                                                                | i Ø                                                                    | ɨ e                                                                    | u                                                                      | a e                                                                    | u o                                                                    | a                                                                      |
| Coatzóspam                                                             | kw                                                                     | k                                                                      | nd ndj                                                                 | t j ç                                                                  | ð Ø                                                                    | s Ø                                                                    | n                                                                      | l                                                                      | Ø ʃ ɲ                                                                  | β m                                                                    | i                                                                      | ɨ Ø i                                                                  | u o                                                                    | e o                                                                    | u ɨ o                                                                  | a                                                                      |
| Tilantongo                                                             | kw                                                                     | k ʃ x                                                                  | nd                                                                     | t t͡ʃ t͡n                                                                | ð                                                                      | ʃ                                                                      | n                                                                      | l                                                                      | ʒ Ø ɲ                                                                  | w u o Ø m                                                              | i Ø                                                                    | ɨ i Ø                                                                  | u                                                                      | a e                                                                    | u ɨ o                                                                  | a                                                                      |
| San Miguel                                                             | kw                                                                     | k                                                                      | nd                                                                     | t t͡ʃ n                                                                 | s ʃ                                                                    | ʃj x                                                                   | n                                                                      | l                                                                      | ʒ ɲ                                                                    | β u Ø m                                                                | i Ø                                                                    | ɨ i                                                                    | u                                                                      | a e                                                                    | u ɨ o                                                                  | a                                                                      |
| Ocotepec                                                               | kw                                                                     | k                                                                      | nd n                                                                   | t t͡ʃ                                                                   | s ʃ                                                                    | x                                                                      | n                                                                      | l                                                                      | ʒ ɲ                                                                    | β u Ø m                                                                | i Ø                                                                    | i Ø                                                                    | u                                                                      | a e                                                                    | u ɨ o                                                                  | a                                                                      |
| Nuyoo                                                                  | kw                                                                     | k                                                                      | n                                                                      | t t͡ʃ                                                                   | s ʃ                                                                    | x j ʃ Ø                                                                | n                                                                      | l                                                                      | j ʒ ɲ                                                                  | w β m                                                                  | i Ø                                                                    | ɨ i Ø                                                                  | u                                                                      | a e                                                                    | u ɨ o                                                                  | a                                                                      |
| Itundujia                                                              | kw                                                                     | k                                                                      | nd                                                                     | t t͡ʃ                                                                   | s ʃ                                                                    | x Ø                                                                    | n                                                                      | l                                                                      | j ʒ ɲ                                                                  | w β u m                                                                | i Ø                                                                    | ɨ i Ø                                                                  | u                                                                      | e a                                                                    | o ɨ u                                                                  | a                                                                      |
| Achiutla                                                               | kw                                                                     | k                                                                      | nd                                                                     | t t͡ʃ t͡n                                                                | s ʃ                                                                    | x                                                                      | n                                                                      | l                                                                      | ʒ Ø ɲ                                                                  | w β u m                                                                | i Ø                                                                    | i                                                                      | u                                                                      | a e                                                                    | u ɨ o                                                                  | a                                                                      |
| Zacatepec                                                              | kw                                                                     | k                                                                      | nd                                                                     | t                                                                      | s ʃ                                                                    | t͡ʃ                                                                     | n                                                                      | l                                                                      | j Ø ɲ                                                                  | w β m                                                                  | i                                                                      | i Ø                                                                    | u                                                                      | a e                                                                    | u ɨ o                                                                  | a                                                                      |
| Jicaltepec                                                             | kw                                                                     | k                                                                      | nd                                                                     | t                                                                      | s ʃ                                                                    | t͡ʃ                                                                     | n                                                                      | l                                                                      | j Ø ɲ                                                                  | β m                                                                    | i                                                                      | i Ø                                                                    | u                                                                      | a                                                                      | u ɨ o                                                                  | a                                                                      |
| Pinotepa                                                               | kw                                                                     | k                                                                      | nd                                                                     | t                                                                      | s ʃ                                                                    | t͡ʃ                                                                     | n                                                                      | l                                                                      | j ɲ                                                                    | w β m                                                                  | i                                                                      | ɨ i u Ø                                                                | u                                                                      | a                                                                      | u ɨ o                                                                  | a                                                                      |
| Tututepec                                                              | kw                                                                     | k                                                                      | nd ndj                                                                 | t j                                                                    | s ʃ                                                                    | t͡ʃ                                                                     | n ʃ ɲ                                                                  | l                                                                      | j ɲ                                                                    | w m                                                                    | i                                                                      | ɨ Ø                                                                    | u ɨ                                                                    | a                                                                      | o u                                                                    | a                                                                      |
| Mixtepec                                                               | kw                                                                     | k                                                                      | nd ndj                                                                 | t j                                                                    | s ʃ                                                                    | t͡ʃ                                                                     | n                                                                      | l                                                                      | j Ø ɲ                                                                  | w β m                                                                  | i Ø                                                                    | i Ø                                                                    | u i                                                                    | a                                                                      | u ɨ o                                                                  | a                                                                      |
| Ayutla                                                                 | kw                                                                     | k                                                                      | nd                                                                     | t t͡ʃ tj                                                                | s ʃ                                                                    | ʃ                                                                      | n                                                                      | l                                                                      | j Ø ɲ                                                                  | β m                                                                    | i Ø                                                                    | i Ø                                                                    | u i                                                                    | a e                                                                    | u ɨ o                                                                  | a                                                                      |

Bradley y Josserand analizaron la evolución de los fonemas del protomixteco. Al hacerlo, dedujeron las leyes fonológicas de su transformación. Algunos de estos procesos continúan hasta la actualidad, uno de ellos es la nasalización de las vocales y la palatalización de algunas consonantes. A partir de esto pudieron identificar que la diversificación de las lenguas mixtecas ha pasado por cuatro grandes etapas que se presentan a continuación. Cabe señalar que la evolución de los sonidos no fue igual en todas las regiones de La Mixteca. Las hablas de algunas regiones como Pinotepa Nacional y Santa Cruz Itundujia son más conservadoras y presentan menos cambios con respecto al protomixteco que las hablas de la región de Nochixtlán (tal es el caso del habla de Soyaltepec) o la Mixteca Baja (como es el caso de Xayacatlán y otras poblaciones mixtecas en el sur de Puebla).

### Etapa I
Durante la primera etapa ocurren las siguientes reglas de transformación fonológica: 
1a) El fonema /*i/ (glotal o nasalizado) del protomixteco es suprimido cuando es antecedido por /*w/ al final de una palabra.
*i → Ø / w−#
1b) El fonema /*w/ se transforma en /o/ o /u/ (dependiendo de la vocal precedente) cuando se encuentra al final de la palabra.
*w → o   u / −#
2a) El fonema /*w/ cambia a /m/ cuando antecede a una vocal nasal.
*w → m / −Vn
2b) El fonema /*j/ cambia a /ɲ/ cuando es precedido por una secuencia cualquiera de consonante más vocal y seguido por una vocal nasalizada. 
*j → ɲ / CV−Vn
3) El protofonema /*t/ cambia a /t͡n/ cuando es precede a una vocal nasal.
*t → t͡n / −Vn

### Etapa II
Las reglas correspondientes a esta etapa de evolución de las lenguas mixtecas son las siguientes: 
4) El protofonema /*s/ se transforma en /ð/
- s → ð

5) El protofonema /*x/ se transforma en /s/ o /t͡ʃ/.
- x → s    t͡ʃ

6) El protofonema /*s/ se transforma en /ʃ/ cuando es antecedida por una vocal anterior.
- s → ʃ / −V anterior

7a) El protofonema /*t/ se transforma en /t͡ʃ/ cuando es antecedido por /i/.
- t → t͡ʃ / −i

7a) El protofonema /*t/ se transforma en /t͡ʃ/ cuando es antecedido por una vocal anterior.
- t → t͡ʃ / −V anterior

8a) El protofonema /*t/ se transforma en /tj/ cuando es antecedido por vocal anterior.
- t → tj / −V anterior

8b) El protofonema /*nd/ se transforma en /ndj/ cuando es antecedido por vocal anterior.
- nd → ndj / −V anterior

9) El protofonema /*n/ se transforma en /ɲ/ cuando es antecedido por vocal anterior.
- n → ɲ / −V anterior

### Etapa III
Las reglas de transformación que tienen lugar durante esta etapa son las siguientes: 
10) El protofonema /*o/ se transforma en /u/ en ciertos ambientes.
*o → u
11) El protofonema /*e/ se transforma en /a/.
*e → a
12a) El protofonema /*t/ se transforma en /s/ cuando es precedido por /ɨ/.
*t → s / −ɨ
12b) El protofonema /*nd/ se transforma en /ns/ cuando es precedido por /ɨ/.
*nd → ns / −ɨ

### Etapa IV
Las reglas de transformación que tienen lugar durante esta etapa son las siguientes: 
13) El protofonema /*ɨ/ se transforma en /i/.
*ɨ → i
14) El protofonema /*j/ se transforma en /ɲ/ cuando antecede a una vocal nasalizada.
*j → ɲ / −Vn
15) El protofonema /*j/ se elimina cuando antecede a /i/.
*j → Ø / −i
16) El protofonema /*j/ se transforma en /ʒ/.
*j → ʒ

## Cognados
| Cognados en diversas lenguas mixtecas | Cognados en diversas lenguas mixtecas | Cognados en diversas lenguas mixtecas | Cognados en diversas lenguas mixtecas | Cognados en diversas lenguas mixtecas | Cognados en diversas lenguas mixtecas | Cognados en diversas lenguas mixtecas | Cognados en diversas lenguas mixtecas | Cognados en diversas lenguas mixtecas | Cognados en diversas lenguas mixtecas | Cognados en diversas lenguas mixtecas |
| GLOSA→                                | LLUVIA                                | MAGUEY                                | CUATRO                                | PLUMA                                 | VENADO                                | TORTILLA                              | HERMANO de hombre                     | CINCO                                 | CARNE                                 | ROJO                                  |
| Habla                                 | *sawiˀ                                | *jawiˀ                                | *kowĩ                                 | *towĩ                                 | *isu                                  | *sitaˀ                                | *jeni                                 | *oˀo                                  | *kojo                                 | *kweˀe                                |
| ------------------------------------- | ------------------------------------- | ------------------------------------- | ------------------------------------- | ------------------------------------- | ------------------------------------- | ------------------------------------- | ------------------------------------- | ------------------------------------- | ------------------------------------- | ------------------------------------- |
| Silacayoápam                          | θaβi                                  | jaβi                                  | komĩ                                  | tõmĩ                                  | yθy                                   | θita                                  | ñãnĩ                                  | ũʔũ                                   | koñõ                                  | kwaʔa                                 |
| Xayacatlán                            | ðaβi                                  | jaβi / ʒaβi                           | kũmĩ                                  | tnũmĩ                                 | (sa kwaː)                             | ðita                                  | ñãnĩ                                  | ũʔũ                                   | kũñũ                                  | kwaʔa                                 |

## Léxico
El léxico protomixteco reconstruido por Josserand (1983):
| №   | GLOSA             | PROTO- MIXTECO   |
| --- | ----------------- | ---------------- |
| 1   | lluvia            | *sawiʔ           |
| 2   | maguey            | *yawiʔ           |
| 3   | petate            | *yuwiʔ           |
| 4   | cuatro            | *kɨwi̱ʔ           |
| 5   | pluma             | *towi̱            |
| 6   | cola              | *luʔwe̱ʔ          |
| 7   | cera              | *yuwe̱ʔ           |
| 8   | nariz             | *siti̱ʔ           |
| 9   | palabra           | *toʔo̱            |
| 10  | está cerca        | *yeti̱            |
| 11  | árbol             | *yutu̱ʔ           |
| 12  | venado            | *isu             |
| 13  | manteca           | *seʔe̱            |
| 14  | olor              | *siko            |
| 15  | tortilla          | *sitaʔ           |
| 16  | vomita            | *ⁿduxe̱ʔ          |
| 17  | flojo, peresozo   | *suxe̱ʔ           |
| 18  | cama              | *xito            |
| 19  | comal             | *xiyoʔ           |
| 20  | culpa             | *kʷeti           |
| 21  | frijol            | *ⁿdutiʔ          |
| 22  | agua              | *ⁿdute           |
| 23  | río               | *yute            |
| 24  | lodo              | *ⁿdeʔyu          |
| 25  | hermano de hombre | *yeni            |
| 26  | tres              | *oni             |
| 27  | diente            | *noʔo            |
| 28  | cinco             | *oʔo̱             |
| 29  | amargo            | *owe             |
| 30  | carne             | *koyo̱            |
| 31  | rojo              | *kʷeʔe           |
| 32  | se fue            | *kʷeʔe̱           |
| 33  | siete             | *uxe             |
| 34  | hilo              | *yuʔwe           |
| 35  | animal            | *kɨtɨʔ           |
| 36  | se acaba          | *ⁿdɨʔɨʔ          |
| 37  | blanquillo        | *ⁿdɨwɨʔ          |
| 38  | espuma            | *tɨ iyu̱          |
| 39  | sangre            | *nɨyɨ̱ʔ           |
| 40  | marido            | *yɨɨʔ            |
| 41  | sal               | *yɨɨ̱ʔ            |
| 42  | red               | *yonoʔ           |
| 43  | jícara            | *yexi̱ʔ           |
| 44  | calabaza          | *yɨkɨ̱ʔ           |
| 45  | tejón             | *yɨyɨ            |
| 46  | comida            | *ⁿdeyuʔ          |
| 47  | salado            | *oʔwe            |
| 48  | huipil            | *siko̱            |
| 49  | trabajo           | *tiyo̱            |
| 50  | algodón           | *katiʔ           |
| 51  | viento            | *tatiʔ           |
| 52  | hombre            | *teye            |
| 53  | redondo           | *kute            |
| 54  | horno             | *xitu̱            |
| 55  | cajón             | *xetu̱ʔ           |
| 56  | zancudo           | *tɨ kʷeyɨ̱ʔ       |
| 57  | esperar           | *ⁿdetuʔ          |
| 58  | podrido           | *teʔyu           |
| 59  | agarrar           | *tɨɨ̱ʔ            |
| 60  | tendón            | *tuti            |
| 61  | soplar            | *tɨwɨ            |
| 62  | cuarta            | *too             |
| 63  | dueño             | *xi toʔo         |
| 64  | poner (huevo)     | *xeki̱            |
| 65  | grande            | *kaʔnuʔ          |
| 66  | cuello            | *suku̱ʔ           |
| 67  | va a venir        | *kixi            |
| 68  | cuerno            | *ⁿdɨkɨʔ          |
| 69  | culebra           | *kooʔ            |
| 70  | feo               | *kini            |
| 71  | cerro             | *yukuʔ           |
| 72  | armadillo         | *yakʷi̱ʔ          |
| 73  | chueco            | *yakʷeʔ          |
| 74  | año               | *kʷiya           |
| 75  | ceja              | *sɨkʷaʔ          |
| 76  | pus               | *lakʷaʔ          |
| 77  | demonio           | *kʷiʔna          |
| 78  | amarillo          | *kʷaa̱            |
| 79  | coser             | *ku ɨku          |
| 80  | va a cargar       | *ku iso          |
| 81  | aquel             | *yuku a̱          |
| 82  | abajo             | *nino            |
| 83  | toda la noche     | *niyu̱            |
| 84  | caliente          | *iʔniʔ           |
| 85  | maíz              | *noniʔ           |
| 86  | pared             | *nawa̱            |
| 87  | temprano          | *neʔe            |
| 88  | abierto           | *nuneʔ           |
| 89  | ocho              | *one             |
| 90  | jitomate          | *tɨ lanaʔ        |
| 91  | ejote             | *ⁿditi           |
| 92  | mitad             | *sawa            |
| 93  | caña              | *ⁿdòòʔ           |
| 94  | olla              | *kɨsɨ            |
| 95  | aguardiente       | *ⁿdɨsɨ           |
| 96  | miel              | *ⁿdusi           |
| 97  | sobaco            | *leʔyiʔ          |
| 98  | espiga            | *yokoʔ           |
| 99  | gente             | *ye̱ yɨwɨʔ        |
| 100 | pueblo            | *yuu̱             |
| 101 | humo              | *yuʔwe̱           |
| 102 | comer             | *xexiʔ           |
| 103 | gavilán           | *tasu̱ʔ           |
| 104 | verdad            | *ⁿdixe           |
| 105 | lumbre            | *yuʔu̱            |
| 106 | seis              | *iyo̱             |
| 107 | uña               | *tiyi̱ʔ           |
| 108 | rastrojo          | *yawa̱ʔ           |
| 109 | masa              | *yuxe̱ʔ           |
| 110 | hijo              | *saʔyi           |
| 111 | catarro           | *sayu            |
| 112 | bueno             | *waʔa            |
| 113 | porque            | *wati            |
| 114 | este mismo        | *weye̱            |
| 115 | ya viene          | *wexi            |
| 116 | basura            | *wiʔi̱ʔ           |
| 117 | gato              | *wiluʔ           |
| 118 | nopal             | *wiʔⁿdeʔ         |
| 119 | pie               | *xeʔe            |
| 120 | cortar            | *xeʔⁿde          |
| 121 | quince            | *xeʔu̱ < *uxi oʔo̱ |
| 122 | tripas            | *xɨtɨ            |
| 123 | diez              | *uxi             |
| 124 | frío              | *wixi̱            |
| 125 | huarache          | *ⁿdixe̱ʔ          |
| 126 | horcón            | *sɨʔɨ̱            |
| 127 | nombre            | *sɨwɨʔ           |
| 128 | cacao             | *sɨʔwa           |
| 129 | oreja             | *loʔo            |
| 130 | sabroso           | *asɨ̱ʔ            |
| 131 | cerrado           | *ⁿdesɨ           |
| 132 | pasado mañana     | *isa             |
| 133 | dulce             | *wisi̱            |
| 134 | ahora             | *witi̱            |
| 135 | agujero           | *yawi            |
| 136 | tiene miedo       | *yuʔwi           |
| 137 | pobre             | *ⁿdaʔwi          |
| 138 | dos               | *uwi             |
| 139 | alacrán           | *tɨ luʔwe̱ʔ       |
| 140 | salir             | *keyiʔ           |
| 141 | pintar            | *kaʔyu           |
| 142 | rata              | *tɨyɨ̱ʔ           |
| 143 | hinchazón         | *kʷɨyɨ̱           |
| 144 | grano             | *ⁿdɨʔyɨ          |
| 145 | truena            | *kaʔⁿdɨ          |
| 146 | arco iris         | *koo yeʔⁿdiʔ     |
| 147 | pájaro            | *tɨ laa          |
| 148 | rana              | *laʔwa           |
| 149 | ombligo           | *leⁿdu           |
| 150 | orina             | *lele            |
| 151 | chachalaca        | *laxe̱ʔ           |
| 152 | liso              | *lɨʔwɨʔ          |
| 153 | chico             | *luʔu            |
| 154 | día               | *kɨwɨʔ           |
| 155 | cuándo            | *awa̱             |
| 156 | llano             | *yosoʔ           |
| 157 | cómo              | *ⁿdese           |
| 158 | cargar            | *ⁿdisoʔ          |
| 159 | cucaracha         | *tɨ teʔyaʔ       |
| 160 | pegamento         | *ⁿdeka           |
| 161 | enfermedad        | *kʷeʔyi          |
| 162 | ver               | *ⁿdeʔya          |
| 163 | despacio          | *kʷeye           |
| 164 | casa              | *weʔyi           |
| 165 | mamey             | *ⁿdikaʔ          |
| 166 | moler             | *ⁿdikoʔ          |
| 167 | ala               | *ⁿdixi̱           |
| 168 | banquito          | *teyu            |
| 169 | milpa             | *itu             |
| 170 | ayer              | *iku             |
| 171 | otro              | *tuku            |
| 172 | peine             | *kuka            |
| 173 | se nació          | *ni kaku         |
| 174 | sabio             | *tuʔwe           |
| 175 | piedra            | *yuuʔ            |
| 176 | boca              | *yuʔuʔ           |
| 177 | yo                | *yuʔu            |
| 178 | rocío             | *yuyu            |
| 179 | hierba            | *yuku            |
| 180 | surco             | *yuku̱            |
| 181 | calzón            | *xetu            |
| 182 | sacerdote         | *sutu            |
| 183 | fierro            | *tuni            |
| 184 | sabrá             | *kuni            |
| 185 | ardilla           | *kʷeyu̱ʔ          |
| 186 | floja             | *taya            |
| 187 | pesado            | *weyi            |
| 188 | tobaco            | *ino             |